# Oswaldo Alanis
Oswaldo Alanis Pantoja (født 19. marts 1989 i Morelia, Michoacán, Mexico) er en mexicansk fodboldspiller, der spiller som forsvarsspiller for Mazatlán F.C. Han har tidligere spillet for blandt andet Santos Laguna og Guadalajara.
Alanis står (pr. april 2022) noteret for 23 kampe og to scoringer for det mexicanske landshold.

## U-23 landsholdsoptrædener
22. februar 2012
| Landsholdskampe | Landsholdskampe  | Landsholdskampe                      | Landsholdskampe  | Landsholdskampe | Landsholdskampe | Landsholdskampe |
| #               | Dato             | Sted                                 | Modstander       | Resultat        | Turnering       |                 |
| --------------- | ---------------- | ------------------------------------ | ---------------- | --------------- | --------------- | --------------- |
| 1.              | 25. marts 2011   | Estadio Hidalgo, Pachuca, Mexico     | Pachuca C.F.     | 2-2             | Venskabskamp    |                 |
| 2.              | 27. marts 2011   | Estadio Nemesio Díez, Toluca, Mexico | Deportivo Toluca | 2-1             | Venskabskamp    |                 |
| 3.              | 22. februar 2012 | Ciudad Nezahualcóyotl, Mexico        | Toros Neza       | 4-2             | Venskabskamp    |                 |